# Baiyang, Jiangxi
Baiyang (白杨) är en köping i Kina. Den ligger i provinsen Jiangxi, i den sydöstra delen av landet, omkring 120 kilometer norr om provinshuvudstaden Nanchang. Antalet invånare är 15 432. Befolkningen består av 7 376 kvinnor och 8 056 män. Barn under 15 år utgör 17,0 %, vuxna 15-64 år 72 %, och äldre över 65 år 10,0 %.
Runt Baiyang är det tätbefolkat, med 331 invånare per kvadratkilometer. Närmaste större samhälle är Ruichangshi, 6,0 km söder om Baiyang. Trakten runt Baiyang består till största delen av jordbruksmark.
Genomsnittlig årsnederbörd är 2 073 millimeter. Den regnigaste månaden är maj, med i genomsnitt 328 mm nederbörd, och den torraste är januari, med 59 mm nederbörd.